# Diane Dixon
Diane Lynn Dixon-Trouse, ameriška atletinja, * 23. september 1964, Brooklyn, New York, ZDA.
Nastopila je na poletnih olimpijskih igrah v letih 1984 in 1988, leta 1984 je osvojila naslov olimpijske prvakinje v štafeti 4×400 m, leta 1988 pa srebrno medaljo v isti disciplini in peto mesto v teku na 400 m. Na svetovnih prvenstvih je osvojila srebrno in  bronasto medaljo v štafeti 4x400, na svetovnih dvoranskih prvenstvih dve zlati in srebrno medaljo v teku na 400 m ter bronasto v štafeti 4x400 m, na panameriških igrah pa zlato medaljo v štafeti 4x400 leta 1987.